# تشريك أباد
تشريك أباد (بالكردية: چریاڤا) هي إحدى القرى التابعة لـمرغور في ريف قسم سيلوانه من مقاطعة أرومية، في محافظة أذربیجان الغربیة الإيرانية.

## السكان
حسب إحصاءات سنة 2006، بلغ إجمالي السكان في تشريافا 1174 نسمة وعدد المساكن 213 مسكن. لغة سكان تشريافا هي اللغة الكردية و هم من أهل السنة والجماعة والمذهب الشافعي.